# Pusztakovácsi
Pusztakovácsi là một thị trấn thuộc hạt Somogy, Hungary. Thị trấn này có diện tích 43,38 km², dân số năm 2010 là 827 người, mật độ 19 người/km².